# 保萨-米尔特罗夫
保萨-米尔特罗夫（德語：Pausa-Mühltroff，發音：[ˈpaʊza ˈmyːlˌtʁɔf]）是德国萨克森州福格特兰县的城市，面积64.13平方千米，2023年12月31日人口为4,682人。该市镇于2013年1月1日由市镇福格特兰地区保萨和米尔特罗夫合并而成。